# آنا بيلن جارسكا
آنا بيلن جارسكا (بالبولندية: Anna Bieleń-Żarska) مواليد 22 يوليو 1979 في بولندا، هي لاعبة كرة مضرب بولندية سابقة، اعتزلت اللعب في 2005. أعلى تصنيف لها في الفردي كان 146. أعلى تصنيف لها في الزوجي كان 176.

## روابط خارجية
- آنا بيلن جارسكا على موقع رابطة محترفات التنس (الإنجليزية)
- آنا بيلن جارسكا على موقع الاتحاد الدولي لكرة المضرب (الإنجليزية)
- آنا بيلن جارسكا على موقع كأس بيلي جين كينغ (الإنجليزية)
- آنا بيلن جارسكا على موقع خلاصة التنس.كوم (الإنجليزية)